# Югославія на зимових Олімпійських іграх 1992
Югославія на зимових Олімпійських іграх 1992, які проходили з 8 по 23 лютого в Альбервілі (Франція), була представлена 25 спортсменами в 6 видах спорту. Це була остання олімпіада для Югославії як єдиної країни.

## Учасники
| Спорт               | Чоловіки | Жінки | Всього |
| ------------------- | -------- | ----- | ------ |
| Біатлон             | 4        | 0     | 4      |
| Бобслей             | 5        | 0     | 5      |
| Гірськолижний спорт | 6        | 3     | 9      |
| Ковзанярський спорт | 2        | 0     | 2      |
| Лижні перегони      | 3        | 0     | 3      |
| Санний спорт        | 2        | 0     | 2      |
| Всього              | 22       | 3     | 25     |

## Біатлон
Спортсменів — 4
Чоловіки
| Спортсмени                                            | Змагання            | Час       | Промахи      | Відставання | Місце |
| ----------------------------------------------------- | ------------------- | --------- | ------------ | ----------- | ----- |
| Младлен Груїч                                         | спринт              | 30:27.6   | 3 (2+1)      | +4:25.3     | 76    |
| Младлен Груїч                                         | індивідуальна гонка | 1:08:40.6 | 6 (0+5+0+1)  | +11:06.2    | 79    |
| Томіслав Лопатіч                                      | спринт              | 34:30.1   | 3 (0+3)      | +8:27.8     | 87    |
| Томіслав Лопатіч                                      | індивідуальна гонка | 1:14:35.8 | 8 (1+1+3+3)  | +17:01.4    | 85    |
| Зоран Чосіч                                           | спринт              | 33:14.6   | 2 (0+2)      | +7:12.3     | 86    |
| Зоран Чосіч                                           | індивідуальна гонка | 1:09:12.8 | 4 (1+1+0+2)  | +11:38.4    | 81    |
| Адмір Ямак                                            | спринт              | 33:08.8   | 2 (0+2)      | +7:06.5     | 85    |
| Адмір Ямак                                            | індивідуальна гонка | 1:14:09.6 | 10 (3+1+2+4) | +16:35.2    | 84    |
| Младлен Груїч Томіслав Лопатіч Зоран Чосіч Адмір Ямак | естафета            | 1:38:40.2 | 0 (0+0)      | +13:56.7    | 19    |